# Кустоначи
Кустоначи (итал. Custonaci) је насеље у Италији у округу Трапани, региону Сицилија.
Према процени из 2011. у насељу је живело 3910 становника. Насеље се налази на надморској висини од 203 м.

## Становништво
| 1936. | 1951. | 1961. | 1971. | 1981. | 1991. | 2001. | 2011. |
| ----- | ----- | ----- | ----- | ----- | ----- | ----- | ----- |
| 3.748 | 3.887 | 4.410 | 4.424 | 4.466 | 4.571 | 4.814 | 5.392 |